# 青森県信用漁業協同組合連合会
青森県信用漁業協同組合連合会（あおもりけんしんようぎょぎょうきょうどうくみあいれんごうかい）は、青森県青森市に本店を置いていた、青森県内の漁業協同組合の信用事業を統括する県域漁協系金融機関であり、県内漁業協同組合を会員とする。通称は「青森県信漁連」または「JFマリンバンク青森」。統一金融機関コードは9451。主に法人顧客を中心としており、個人取引は殆どない。

## 沿革
- 1950年
  - 8月25日 - 設立認可。
  - 9月8日 - 登記。
- 2021年4月 - 本会とともに東日本各地の信漁連が統合され、東日本信用漁業協同組合連合会（本店千葉市）となり、消滅。

## 店舗所在地
- 本店/青森県青森市安方一丁目1-32 青森県水産ビル
  - 八戸営業店/青森県八戸市白銀町三島下95
- 外ヶ浜支店/青森県東津軽郡外ヶ浜町蟹田中師宮本147